# Bozkurt (Denizli)
Pour les articles homonymes, voir Bozkurt.
Bozkurt est une ville et un district de la province de Denizli dans la région égéenne en Turquie.

## Géographie

### Localisation
La Ville se trouve à une quinzaine de kilomètres de l'Aéroport de Çardak. À l'est de Bozkurt, se trouve le district de Çardak, à l'ouest Honaz, au sud Acıpayam, au nord Baklan et Çal et au nord-est on trouve le district d'Afyon.
La majeure partie du territoire de Bozkurt se trouve dans la plaine de Hambat. La superficie est de 400 km².

### Climat
Le climat de la ville est un climat méditerranéen, chaud et aride en été et froid et pluvieux en hiver.

## Histoire
La ville a été fondée après la guerre Russo-Turque de 1877 par des Musulmans de Bulgarie (Muhadjir), sous le nom Hamidiye vers 1890 dans la vallée de Hambat. Le nom de Hambat serait originaire du Caravansérail de Han-Abat fondé par les Seldjoukides.
Les villages autour sont Ali Kurt, Hayrettin, Armut Alan, Mecidiye, Cumâlı, Saz, Kuyucak, Avdan, Tutluca, Yeni Bağlar et Çam Başı.